# Distrito de Pinra
El distrito peruano de Pinra es uno de los cuatro distritos de la provincia de Huacaybamba, ubicada en el departamento de Huánuco,  bajo la administración política del Gobierno regional de Huánuco, en la zona central del Perú. Limita por el norte con el distrito de canchabamba y la provincia de Marañón; por el sur con el departamento de Áncash y el distrito de Huacaybamba; por el este con la provincia de Marañón y el distrito de Huacaybamba; y, por el oeste con el distrito de Canchabamba y el departamento de Áncash.
Desde el punto de vista jerárquico de la Iglesia católica forma parte de la Diócesis de Huari, sufragánea de la Arquidiócesis de Trujillo.

## Toponimia
Su nombre correspondería a la lengua cholón.

## Marco legal de creación política
La fecha de creación por ley de este distrito fue el 2 de enero de 1857, en el gobierno del Presidente Ramón Castilla.

## Geografía
La población total en este distrito es de 7883 personas y tiene un área de 283,71 km².

## Centros poblados
- El Inca
- Ushca
- Nueva Alianza de Rura
- Cajan
- NUEVA UNION
- DIVISORIA
- Pacrao
- ALTO IZARA
- Mañinco
- PUEBLO VIEJO
- YANJAR
- San Francisco
- Pampa Hermosa
- Santa Rosa
- La Merced
- VISTA ALEGRE
- SAN MARTIN
- Huaracillo
- Choncobamba
- Porvenir Santísimo
- Alto Marañón
- La Libertad
- HUALHUAHS
- LA MAERCED

## Galería
- Wikimedia Commons alberga una categoría multimedia sobre Distrito de Pinra.